# Шпухиль
Шпухиль (исп. Xpujil) — посёлок в Мексике, в штате Кампече, входит в состав муниципалитета Калакмуль и является его административным центром. Численность населения, по данным переписи 2020 года, составила 5729 человек.

## Общие сведения
Название Xpujil было заимствовано у расположенного неподалёку древнего города майя, а его название можно перевести как кошачий хвост.
Поселение было основано в 1968 году вблизи руин древнего Шпухиля, и получило статус эхидо, в 1981 году оно получило статус посёлка, а в 1996 году стал административным центром нового муниципалитета Калакмуль.

## Население
| Год  | Численность | Численность |
| ---- | ----------- | ----------- |
| 2000 | 2136        | [ 6 ]       |
| 2005 | 3222        | [ 7 ]       |
| 2010 | 3984        | [ 8 ]       |
| 2020 | 5729        | [ 9 ]       |